# Wolfgang Kienast (Schriftsteller)
Wolfgang Kienast (* 11. Januar 1939 in Berlin; † 2006 ebenda) war ein deutscher Schriftsteller.

## Leben
Wolfgang Kienast besuchte die Grundschule in Berlin-Friedrichshain, absolvierte eine kaufmännische Lehre und arbeitete anschließend bis 1966 als kaufmännischer Angestellter in Berlin. Von 1966 bis 1968 war er Verlagsdisponent, Fremdsprachenredakteur und Dolmetscher für nordische Sprachen bei einem Berliner Verlag, bevor er von 1973 bis 1976 in Leipzig am Literaturinstitut „Johannes R. Becher“ studierte. Danach wirkte er am Meininger Theater und schrieb regelmäßig Satirebeiträge und Theaterkritiken für die Thüringische Landeszeitung. In Suhl gründete und leitete er ein Amateur-Puppentheater und war als Reiseleiter sowie als Schriftsteller tätig. Seine Kriminalerzählungen erschienen größtenteils in der DDR-Heftreihe Blaulicht. Ein besonderes Merkmal seiner Erzählungen waren sozialkritische Kontexte. Sein Kriminalroman Das Ende einer Weihnachtsfeier wurde auf Betreiben des Generalstaatsanwaltes der DDR ab 1982 verboten und erschien erst 1990 nach dem Ende der DDR wieder in der Originalfassung. 
Die Verfilmung des Buches wurde 1982 von der DEFA Gruppe Johannisthal eingeleitet, im gleichen Jahr jedoch aus genannten politischen Gründen wieder eingestellt.

## Werke (Auswahl)
- Holmsund 20 Uhr 30, Erzählung, 1970.
- Kette ohne Ende, Erzählung, 1971.
- Das Haus in Azabu-ku, Kinderbuch, 1972.
- Todesurteil für einen Dieb, Erzählung, 1973.
- Gillermanns Tod, Roman, 1975.
- Die letzte Tour, Erzählung, 1975.
- Spießrutenlauf, Erzählung, 1977.
- Warte nur, bis du nach Hause kommst, Erzählung,  1978.
- Das Ende einer Weihnachtsfeier, Roman, 1987.
- Beihilfe, Erzählung, 1984.
- Der Traum des alten Mannes, Erzählung, 1985.
- Das Risiko der Perfektion, Roman, 1988.
- Tamerlan oder die Familienbande, Erzählung, 1989
- Mord und Spiele, Roman, 1996.
- Der Galgenbaum, Roman, 1996.
- Einmal Bulle, immer Bulle, Roman, 1997.
- Die allerletzte Fahrt des Admirals, Roman, 1999.